# Kadašman-Turgu
Kadašman-Turgu (Ka-da-ma-aš-to Túr-gu) byl král Babylonie z kassitské dynastie, který vládl přibližně mezi roky 1282–1264 př. n. l. Byl to syn předchozího krále Nazimaruttaše.

## Tituly
- Podle královských záznamů používal titul: LU.GAL ki-šá-ra – vládce (Lugal) Kiše/mnohých
- Na tabulce z středoasyrského období z Aššúru: LUGAL ŠÁr
- Nápis na dýce z naleziště v Lorestánu: Kadašman-Turgu šar-kissati

## Zahraniční politika
V Chetitské říši se v tomto období dostal k moci Chattušiliš III., a to na úkor svého synovce Muršiliše III. Kadašman-Turgu nového uzurpátora uznal jako legitimního chetitského vládce a podepsal s ním řadu smluv. Muršiliš III. po ztrátě trůnu uprchnul do Egypta ke svému bývalému nepříteli Ramsesovi II. To vyvolalo diplomatickou rozepři mezi Chetity a Egyptem. V tomto sporu se Kadašman-Turgu postavil za Chattušiliše, přerušil s Egyptem diplomatické styky a přislíbil Chetitům vojenskou pomoc. Chetitský a babylonský panovník pak podepsali smlouvu garantující nástupnictví jejich synů na oba trůny (v případě úmrtí jednoho z panovníků měl druhý zaručit následnictví na odpovídajícím trůnu pro daného potomka i za případného použití vojenské síly).
Kadašman-Turgu také udržoval přátelský vztah s asyrským králem Adad-nirárim I., se kterým podepsali smlouvu.
Podle královského seznamu (Seznam A) vládl 18. let. Jeho jméno se našlo mimo jiné na poháru s lazuritovým zdobením v Nippuru. Dále byly nalezeny nápisy obsahující jeho jméno na ruinách nippurského zikkuratu. Hlavním zdrojem informací však byla korespondence mezi ním a králi okolních států.

Po jeho smrti na babylonský trůn usedl jeho syn Kadašman-Enlil II.